# Espanya als Jocs Olímpics d'estiu de 1964
Espanya va estar representada als Jocs Olímpics d'Estiu de 1964 celebrats a Tòquio, Japó, per 51 esportistes (48 homes i 3 dones) que competiren en 9 esports. El portador de la bandera a la cerimònia d'obertura fou el jugador d'hoquei sobre herba Eduard Dualde.

## Esports
| Esport             | Homes | Dones | Total |
| ------------------ | ----- | ----- | ----- |
| Atletisme          | 6     | 0     | 6     |
| Boxa               | 4     | 0     | 4     |
| Ciclisme           | 6     | 0     | 6     |
| Hípica             | 3     | 0     | 3     |
| Hoquei sobre herba | 14    | 0     | 14    |
| Lluita             | 1     | 0     | 1     |
| Natació            | 8     | 3     | 11    |
| Tir                | 5     | 0     | 5     |
| Vela               | 1     | 0     | 1     |
| Total              | 48    | 3     | 51    |

## Atletisme
Vegeu Atletisme als Jocs Olímpics d'estiu de 1964

### Masculí
Pista i ruta
| Esportista       | Esdeveniment | Eliminatòria | Eliminatòria | Quarts de final  | Quarts de final  | Semifinals       | Semifinals       | Final            | Final            |
| Esportista       | Esdeveniment | Resultat     | Posició      | Resultat         | Posició          | Resultat         | Posició          | Resultat         | Posició          |
| ---------------- | ------------ | ------------ | ------------ | ---------------- | ---------------- | ---------------- | ---------------- | ---------------- | ---------------- |
| Fernando Aguilar | 5.000 m      | 14:29.2      | 12           |                  |                  |                  |                  | No es classificà | No es classificà |
| Fernando Aguilar | 10.000 m     | No acabà     | No acabà     |                  |                  |                  |                  | No es classificà | No es classificà |
| Rogelio Rivas    | 100 m        | 11.1         | 8            | No es classificà | No es classificà | No es classificà | No es classificà | No es classificà | No es classificà |

Concursos
| Esportista         | Esdeveniment     | Qualificació | Qualificació | Final            | Final            |
| Esportista         | Esdeveniment     | Distància    | Posició      | Distància        | Posició          |
| ------------------ | ---------------- | ------------ | ------------ | ---------------- | ---------------- |
| Luis Felipe Areta  | Salt de llargada | 7,46         | 10 q         | 7,34             | 6                |
| Ramón Cid          | Triple salt      | 15,41        | 20           | No es classificà | No es classificà |
| Luis María Garriga | Salt d'alçada    | 2,03         | 21           | No es classificà | No es classificà |
| Ignacio Sola       | Salt amb perxa   | 4,60         | 19 Q         | 4,40             | 15               |

## Boxa
Vegeu Boxa als Jocs Olímpics d'estiu de 1964
| Esportista       | Esdeveniment     | 1a ronda | 2a ronda                | 3a ronda            | Quarts de final        | Semifinals       | Final/FC         | Final/FC         |
| ---------------- | ---------------- | -------- | ----------------------- | ------------------- | ---------------------- | ---------------- | ---------------- | ---------------- |
| Domingo Barrera  | −60 kg masculí   | –        | W. Schmitt (RDA) V 4−1  | H. Pace (ARG) V 4−1 | J. McCourt (IRL) D 1−4 | No es classificà | No es classificà | No es classificà |
| Valentín Lorén   | −57 kg masculí   |          | H-c. Hsu (ROC) D DSQ    | No es classificà    | No es classificà       | No es classificà | No es classificà | No es classificà |
| Agustín Senín    | −54 kg masculí   |          | H.P. Law (HKG) D RSC    | No es classificà    | No es classificà       | No es classificà | No es classificà | No es classificà |
| Miguel Velázquez | −63,5 kg masculí | –        | H. Yonekura (JPN) D 2−3 | No es classificà    | No es classificà       | No es classificà | No es classificà | No es classificà |

## Ciclisme
Vegeu Ciclisme als Jocs Olímpics d'estiu de 1964

### Ciclisme en ruta
| Esportista                                                           | Esdeveniment              | Temps      | Posició |
| -------------------------------------------------------------------- | ------------------------- | ---------- | ------- |
| Mariano Díaz                                                         | Ruta                      | 4:39:51    | 32      |
| José Manuel Lasa                                                     | Ruta                      | 4:39:51    | 23      |
| José Manuel López                                                    | Ruta                      | 4:39:51    | 5       |
| Jorge Mariné                                                         | Ruta                      | 4:39:51    | 34      |
| José Ramón Goyeneche José Manuel López Mariano Díaz Luis Santamarina | Contrarellotge per equips | 2:30:55.26 | 8       |

## Hípica
Vegeu Hípica als Jocs Olímpics d'estiu de 1964
Salts d'obstacles
| Esportista                                   | Cavall                      | Esdeveniment | Ronda 1           | Ronda 2 | Total  | Posició |
| -------------------------------------------- | --------------------------- | ------------ | ----------------- | ------- | ------ | ------- |
| Paco Goyoaga                                 | Kif-Kif B.                  | Individual   | 19,00             | 16,00   | 35,00  | 18      |
| Enrique Martínez                             | Eolo IV                     | Individual   | 24,00             | 16,00   | 40,00  | 25      |
| Antonio Queipo                               | Infernal                    | Individual   | 20,00             | 23,75   | 43,75  | 26      |
| Paco Goyoaga Enrique Martínez Antonio Queipo | Kif-Kif B. Eolo IV Infernal | Equips       | 35,00 40,00 43,75 |         | 118,75 | 8       |

## Hoquei sobre herba
Vegeu Hoquei sobre herba als Jocs Olímpics d'estiu de 1964

### Masculí
Equip
| - Francisco Amat - Jaime Amat - Pedro Amat - Juan Ángel Calzado - José Colomer - Carlos del Coso - José Antonio Dinarés |  | - Eduardo Dualde - Jaime Echevarría - Ignacio Macaya - Julio Solaun - Luis María Usoz - Narciso Ventalló - Jorge Vidal |

Entrenador:
Fase de grups − Grup B
| Equip         | J | G | E | P | GF | GC | Dif | Punts |
| ------------- | - | - | - | - | -- | -- | --- | ----- |
| Índia         | 7 | 5 | 2 | 0 | 18 | 4  | +14 | 12    |
| Espanya       | 7 | 4 | 3 | 0 | 16 | 3  | +13 | 11    |
| Països Baixos | 7 | 4 | 1 | 2 | 20 | 4  | +16 | 9     |
| Alemanya      | 7 | 2 | 5 | 0 | 9  | 4  | +5  | 9     |
| Malàisia      | 7 | 2 | 2 | 3 | 11 | 13 | −2  | 6     |
| Bèlgica       | 7 | 2 | 2 | 3 | 10 | 13 | −3  | 6     |
| Canadà        | 7 | 1 | 0 | 6 | 5  | 25 | −20 | 2     |
| Hong Kong     | 7 | 0 | 1 | 6 | 3  | 26 | −23 | 1     |

Resultats
| Ronda                | Data  | Hora  | Partit   | Partit | Partit        |
| -------------------- | ----- | ----- | -------- | ------ | ------------- |
| Ronda preliminar − 1 | 11/10 | 10:00 | Espanya  | 1 − 1  | Països Baixos |
| Ronda preliminar − 2 | 12/10 | 14:15 | Espanya  | 3 − 0  | Malàisia      |
| Ronda preliminar − 3 | 14/10 | 11:40 | Índia    | 1 − 1  | Espanya       |
| Ronda preliminar − 4 | 15/10 | 10:00 | Canadà   | 0 − 3  | Espanya       |
| Ronda preliminar − 5 | 17/10 | 11:40 | Espanya  | 1 − 1  | Alemanya      |
| Ronda preliminar − 6 | 18/10 | 11:40 | Espanya  | 4 − 0  | Hong Kong     |
| Ronda preliminar − 7 | 19/10 | 10:00 | Bèlgica  | 0 − 3  | Espanya       |
| Semifinals           | 21/10 | 12:15 | Pakistan | 3 − 0  | Espanya       |
| Final consolació     | 23/10 | 12:15 | Espanya  | 2 − 3  | Austràlia     |

## Lluita
Vegeu Lluita als Jocs Olímpics d'estiu de 1964

### Lluita grecoromana
| José Panizo | −97 kg | H. Kiehl (ALE) D TF | P. Jutzeler (SUI) D TF | No es classificà | No es classificà | No es classificà | No es classificà | No es classificà | No es classificà |

## Natació
Vegeu Natació als Jocs Olímpics d'estiu de 1964
Femení
| Esportista     | Esdeveniment    | Sèrie  | Sèrie   | Semifinal        | Semifinal        | Final            | Final            |
| Esportista     | Esdeveniment    | Temps  | Posició | Temps            | Posició          | Temps            | Posició          |
| -------------- | --------------- | ------ | ------- | ---------------- | ---------------- | ---------------- | ---------------- |
| Maria Ballesté | 100 m papallona | 1:13.1 | 5       | No es classificà | No es classificà | No es classificà | No es classificà |
| Maria Ballesté | 400 m estils    | 5:50.7 | 5       |                  |                  | No es classificà | No es classificà |
| Isabel Castañe | 200 m braça     | 1:06.7 | 7       |                  |                  | No es classificà | No es classificà |
| Rita Pulido    | 100 m lliures   | 1:06.7 | 7       | No es classificà | No es classificà | No es classificà | No es classificà |
| Rita Pulido    | 400 m lliures   | 5:06.2 | 6       |                  |                  | No es classificà | No es classificà |

Masculí
| Esportista                                                      | Esdeveniment    | Sèrie   | Sèrie   | Semifinal        | Semifinal        | Final               | Final               |
| Esportista                                                      | Esdeveniment    | Temps   | Posició | Temps            | Posició          | Temps               | Posició             |
| --------------------------------------------------------------- | --------------- | ------- | ------- | ---------------- | ---------------- | ------------------- | ------------------- |
| Jesús Cabrera                                                   | 200 m esquena   | 2:19.7  | 17      | No es classificà | No es classificà | No es classificà    | No es classificà    |
| José Miguel Espinosa                                            | 100 m lliures   | 57.4    | 44      | No es classificà | No es classificà | No es classificà    | No es classificà    |
| Nazario Padrón                                                  | 200 m braça     | 2:40.5  | 5       | No es classificà | No es classificà | No es classificà    | No es classificà    |
| Antonio Pérez                                                   | 100 m lliures   | 57.8    | 49      | No es classificà | No es classificà | No es classificà    | No es classificà    |
| Joaquim Pujol                                                   | 200 m papallona | 2:28.3  | 7       | No es classificà | No es classificà | No es classificà    | No es classificà    |
| Miquel Torres                                                   | 1500 m lliures  | 17:36.0 | 4       |                  |                  | No es classificà    | No es classificà    |
| Juan Fortuny                                                    | 400 m estils    | 5:18.2  | 5       |                  |                  | No es classificà    | No es classificà    |
| Juan Fortuny Miquel Torres Antonio Pérez Antonio Codina         | 4x200 m lliures | 8:32.6  | 8       |                  |                  | No es classificaren | No es classificaren |
| Jesús Cabrera Nazario Padrón Joaquim Pujol José Miguel Espinosa | 4x100 m estils  | 4:17.4  | 7       |                  |                  | No es classificaren | No es classificaren |

## Tir
Vegeu Tir als Jocs Olímpics d'estiu de 1964
| Esportista                | Esdeveniment        | Final | Final   |
| Esportista                | Esdeveniment        | Punts | Posició |
| ------------------------- | ------------------- | ----- | ------- |
| José Luis Alonso Berbegal | Fossa               | 184   | 31      |
| Jaume Bladas              | Fossa               | 186   | 25      |
| Juan García               | Pistola lliure 50 m | 545   | 12      |
| Pedro Medina              | Rifle estesa 50 m   | 579   | 62      |
| Juan Thomas               | Pistola ràpida 25 m | 574   | 33      |

## Vela
Vegeu Vela als Jocs Olímpics d'estiu de 1964
| Esportista    | Esdeveniment | Curses | Curses  | Curses  | Curses | Curses | Curses | Curses | Total punts | Punts nets | Posició |
| Esportista    | Esdeveniment | 1      | 2       | 3       | 4      | 5      | 6      | 7      | Total punts | Punts nets | Posició |
| ------------- | ------------ | ------ | ------- | ------- | ------ | ------ | ------ | ------ | ----------- | ---------- | ------- |
| Juan Olabarri | Finn         | 222    | DNF 101 | DNF 101 | 297    | 239    | 415    | 258    | 1.633       | 1.532      | 27      |